# 忠節站

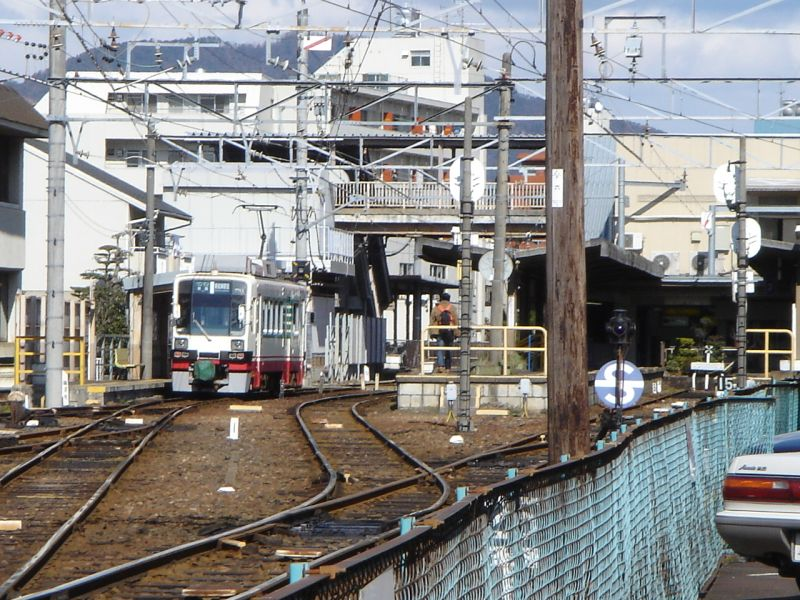
站內（2005年3月）

忠節站（日语：／ Chūsetsu eki */?）是位於岐阜縣岐阜市島榮町1丁目，名古屋鐵道岐阜市內線（忠節支線）和揖斐線的電車站（廢站）。此站為岐阜市內線的終點站和揖斐線的起點站。

## 歷史
1914年（大正3年），此站啟用，當時為岐北輕便鐵道北方線（揖斐線的前身）的車站。岐北輕便鐵道在7年後的1921年（大正10年），合併至岐阜市內線的前身美濃電氣軌道。使北方線也成為美濃電氣軌道的路線。在此站啟用初時，北方線各站沒有連接其他鐵路線，為一條孤立路線。而市內線從1911年起，從岐阜市中心多次延伸。在1925年（大正14年），路線延伸至忠節橋南邊的忠節橋站。當時乘客需要步行越過橋樑才可轉乘北方線。在戰時的昭和10年代，此站暫停營業。在這期間新建了第2代站房，而站房的建築風格模仿華嚴寺。
在戰後的1948年（昭和23年），忠節橋重建。在重建後，岐阜市內線跨越長良川，把忠節橋站遷移至長良川對面岸。在1953年（昭和28年）7月1日，岐阜市內線從忠節橋站再延伸至此站。岐阜市內線的忠節站與揖斐線原本的忠節站是在不同的位置。在翌年，揖斐線近之島（西）站至此站之間的走線遷移，與岐阜市內線的車站連接。使兩條路線的忠節站終於在同一地點。
在1967年（昭和42年）起，岐阜市內線與揖斐線開始互相直通運輸。在5年後，車站大廈啟用，使此站看起來有著終點站的特性。在2005年（平成17年）4月1日，岐阜市內線和揖斐線全線廢除，此站也被廢除。
- 1914年（大正3年）3月29日 - 岐北輕便鐵道（日语：岐北軽便鉄道）北方線此站至北方町站（後來名為美濃北方站[6]）之間開通，此站啟用[2]。
- 1925年（大正14年）12月11日 - 岐阜市內線延伸至忠節橋站[2][4]。該站與此站之間可步行轉乘[3]。
- 1938年（昭和13年）8月4日 - 隨著長良川進行河道整治，此站至尻毛站之間暫停營業[2]。
- 1941年（昭和16年）12月20日 - 此站至尻毛站之間重開[2][4]。
- 1948年（昭和23年）8月1日 - 新站房建成[4][5]。
- 1953年（昭和28年）7月1日 - 岐阜市內線的忠節站啟用（岐阜市內線的忠節站和揖斐線的忠節站位於不同位置）[4]。
- 1954年（昭和29年）12月21日 - 揖斐線的忠節站遷移至岐阜市內線的忠節站位置，兩站位於同一位置[2]。
- 1960年（昭和35年） - 設置「忠節站前巡査派出所」。
- 1967年（昭和42年）12月17日 - 揖斐線與岐阜市內線開始相互直通運輸[2]。
- 1972年（昭和47年）5月26日 - 車站大廈落成[2]。名鐵商店（後來為「名鐵Pare（日语：パレマルシェ）」）進駐大廈內。除了運輸業務外，其他車站業務委託名鐵商店負責[7]。
- 1985年（昭和60年）3月1日 - 名鐵商店不再負責車站業務[8]。
- 2000年（平成12年）
  - 2月 - 名鐵Pare結業[9]。
  - 8月22日 - 車站大廈開始拆毀（多層停車場仍然保留）[9]。
- 2003年（平成15年） - 車站大廈拆毀完畢，新站房建設完成。在舊名鐵Pare位置開設杉藥局（日语：スギ薬局）。
- 2005年（平成17年）4月1日 - 岐阜市內線和揖斐線全線廢除，此站也被廢除[4]。
- 2006年（平成18年）11月30日 - 忠節站前派出所被廢除。
- 2007年（平成19年）
  - 3月25日 - 隨著岐阜北警察署（日语：岐阜北警察署）忠節站前派出所被廢除，站房（包括站內範圍）、派出所和舊名鐵Pare停車場一同拆毀。
  - 11月10日 - 遺址開設山中（日语：ヤマナカ）忠節Flante館[10]

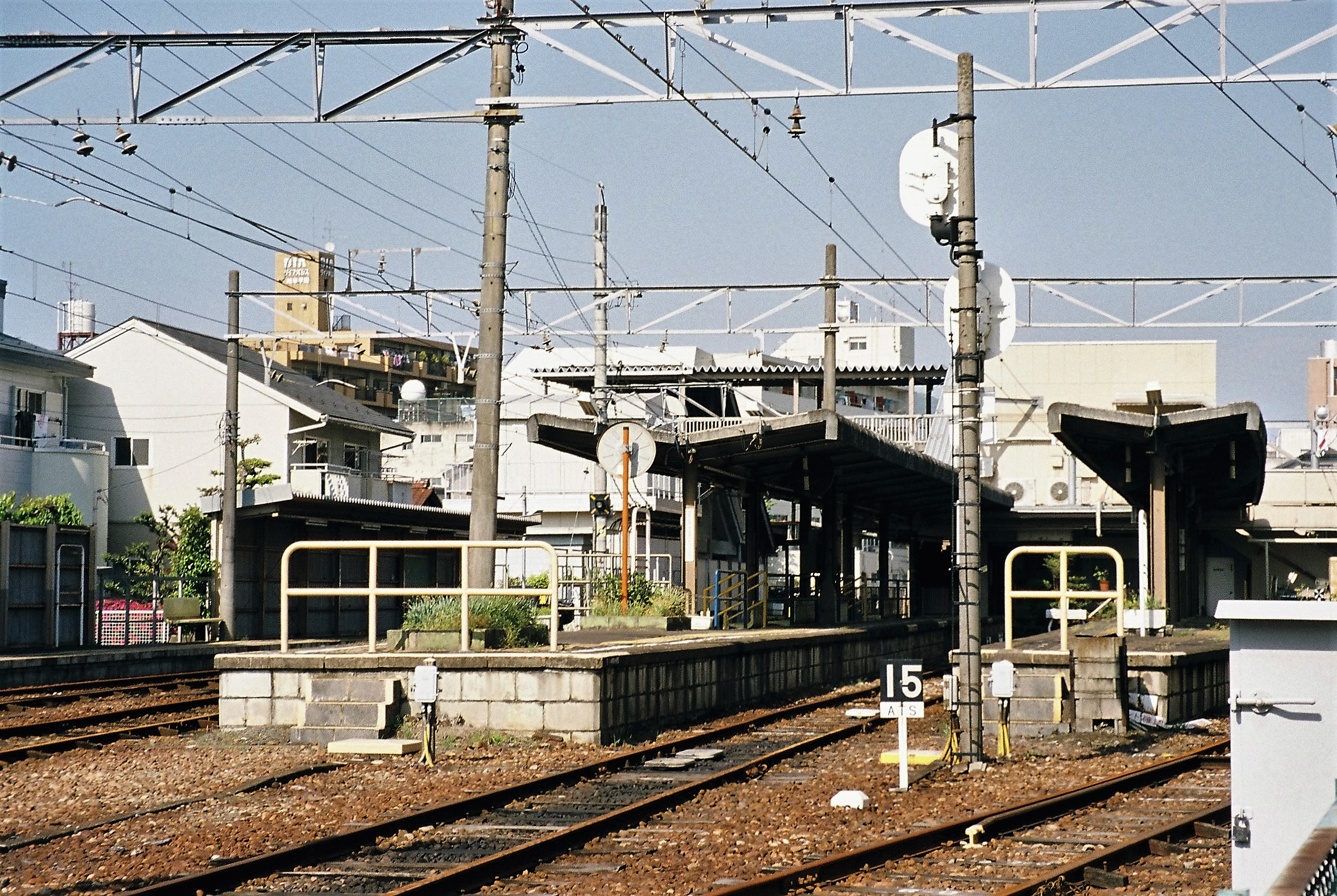
廢除後的站內，圖中望向黑野方向（2005年5月）
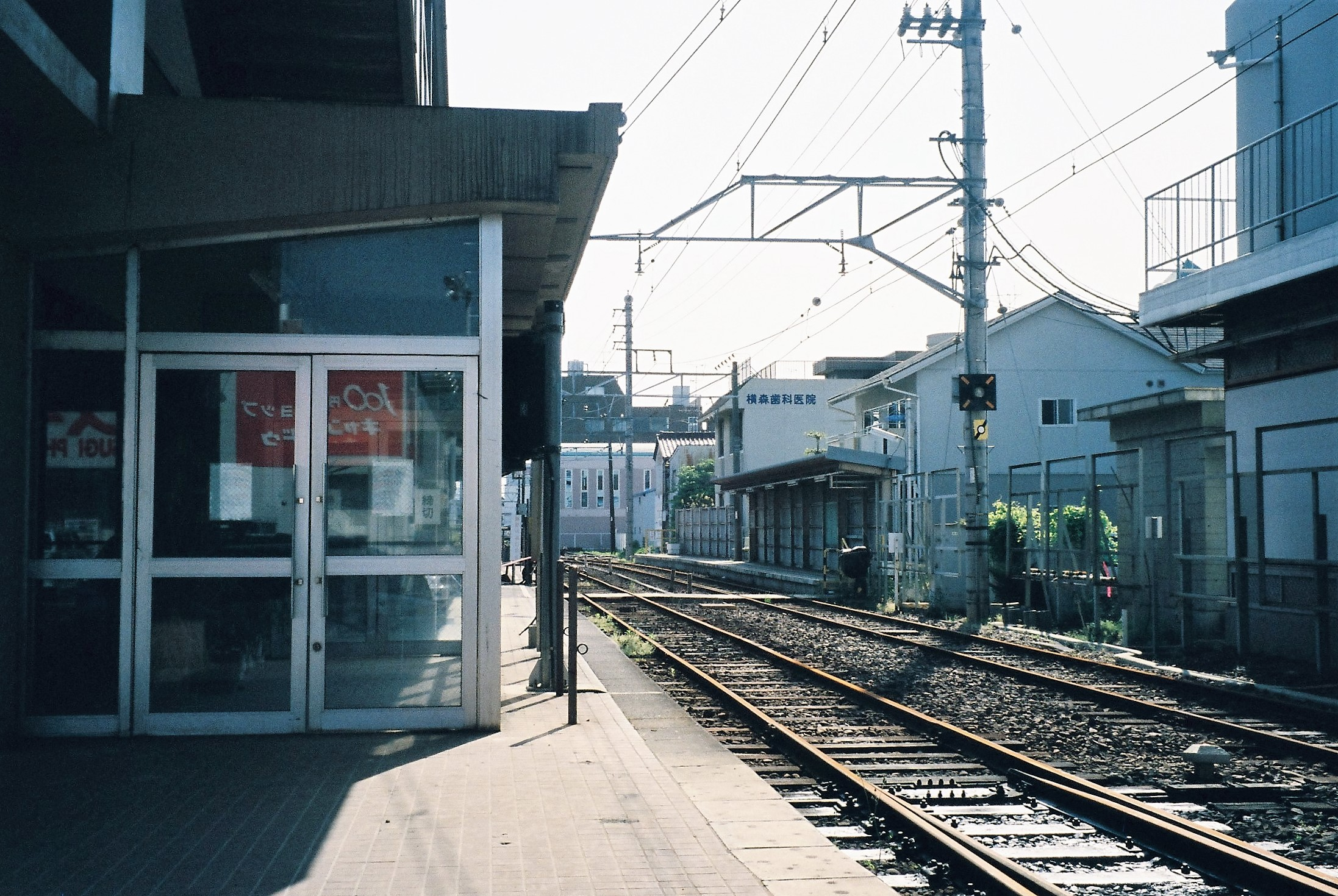
廢除後的3、4號月台，圖中望向徹明町方向（2005年5月）
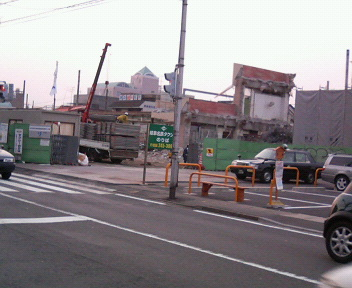
站房拆毀中（2007年1月撮影）
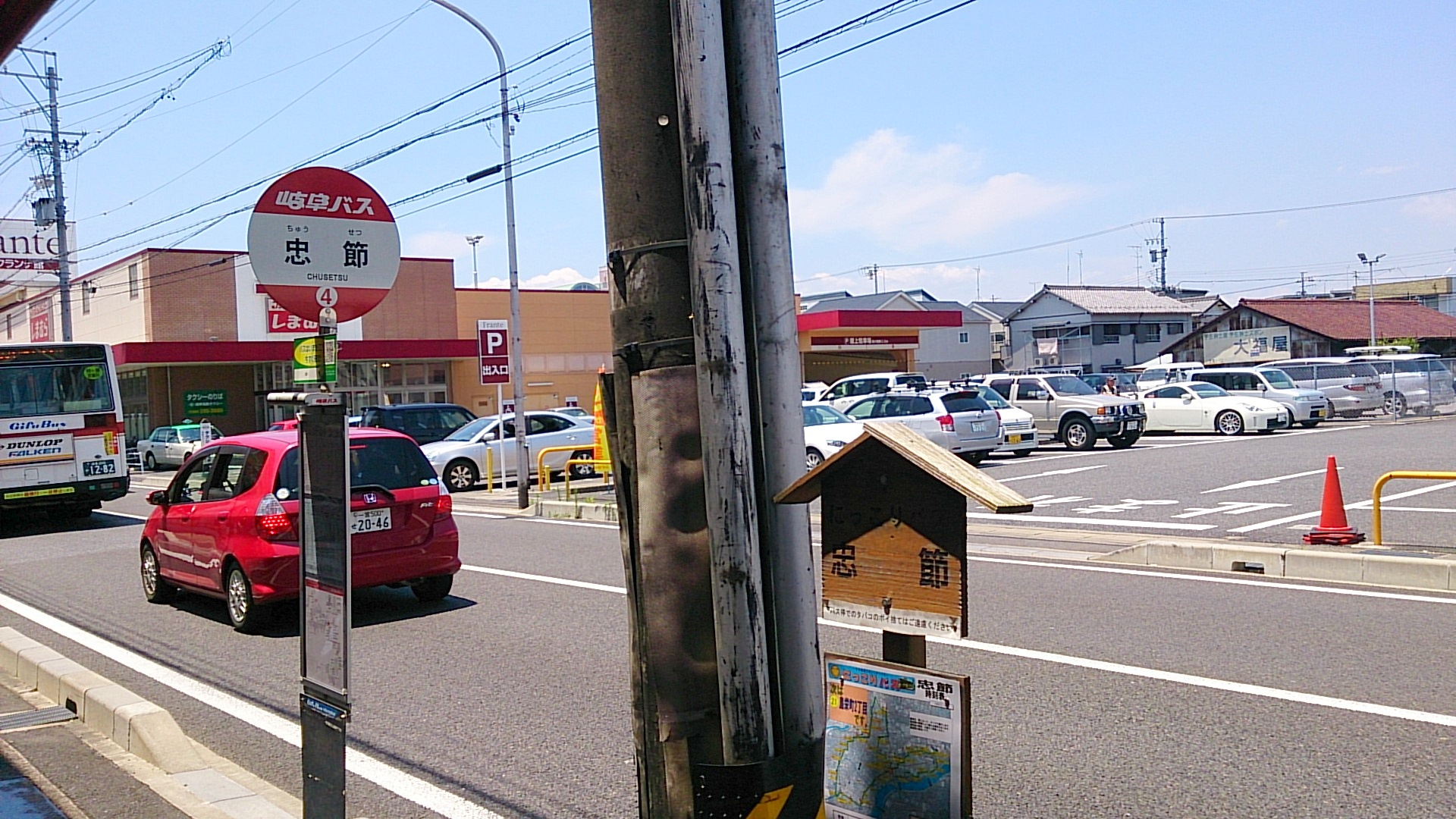
忠節巴士站、忠節Flante館（2014年6月撮影）
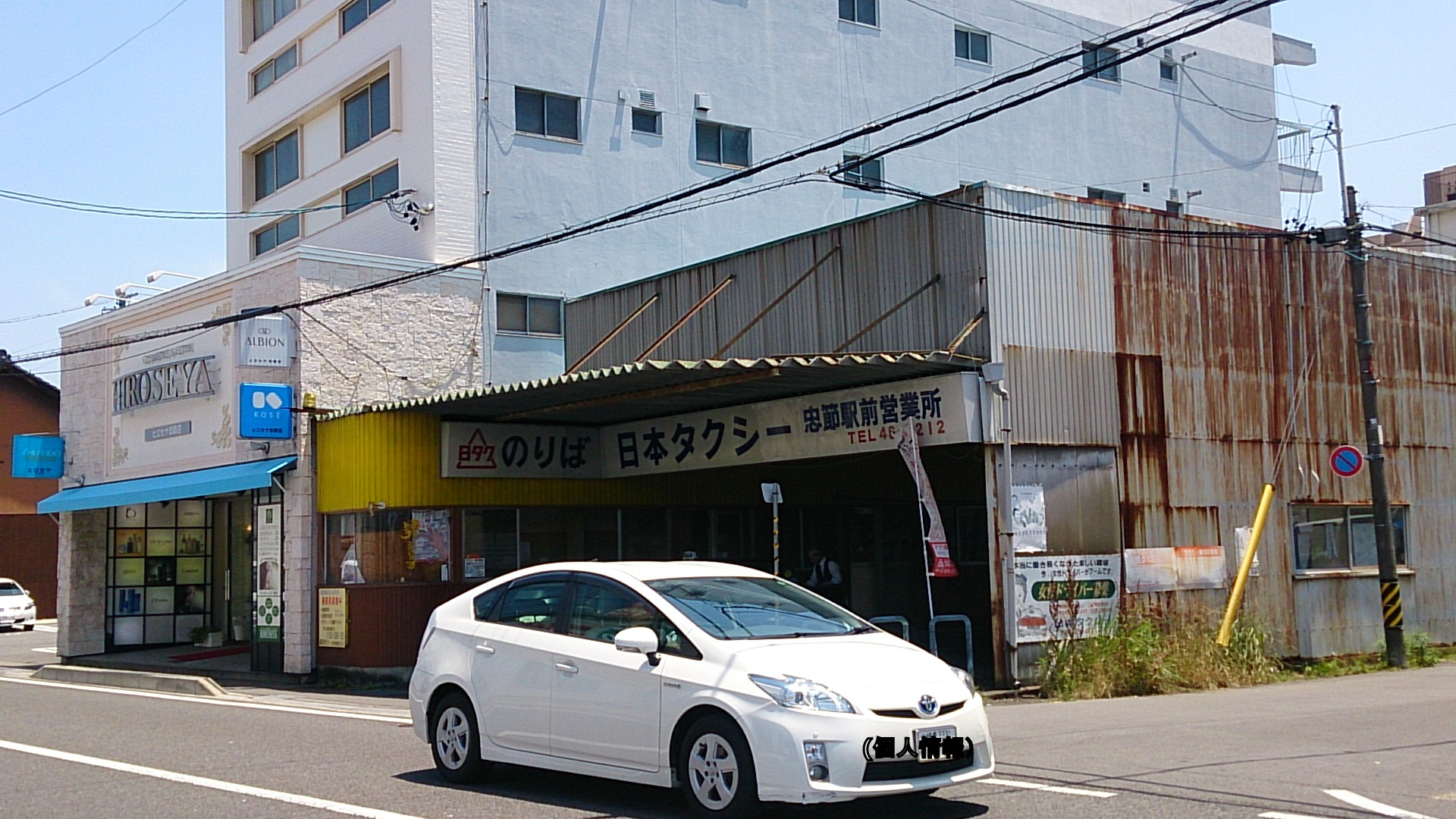
車站遺址附近的的士營業所（2014年6月，圖中可看見「忠節站前」的營業所名稱）
站前遺址中，縣道終點標記（2014年6月）

## 車站構造
截至車站廢除前，此站是地面車站，設有3面4線的月台。2線是直通至岐阜市內線、揖斐線專用（3、4號月台。該2線是相對式月台），2線是揖斐線內折返專用（1、2號月台。該2線是港灣式月台）。在此站廢除前，由於所有揖斐線列車均直通至岐阜市內線，因此揖斐線月台基本上沒有列車使用。此站為有人車站。
在廢線前數年。車站鄰接4層高的名鐵Pare（現時：Pare Marche）忠節店（車站大廈）。隨著建築物老化加上名鐵Pare結業而拆毀。
| 月台 | 路線        | 上下行 | 方向                   | 備註                                     |
| ---- | ----------- | ------ | ---------------------- | ---------------------------------------- |
| 1、2 | ■揖斐線     | 下行   | 美濃北方、黑野方向     | 於站內折返專用                           |
| 3    | ■揖斐線     | 下行   | 美濃北方、黑野方向     | 從岐阜市內線直通的列車專用（大部分班次） |
| 4    | ■岐阜市内線 | 上行   | 徹明町、新岐阜站前方向 | 從揖斐線直通的列車專用（大部分班次）     |

3號和4號月台之間沒有站內平交道連接。如果來往該兩座月台，需要在閘外使用行人天橋跨越路軌。站內設有信號燈。
此站設有自動售票機和自動閘機。
此站設有列車作夜間停泊。在晚上11時15分至翌日早上5時之陳，設有車輛停泊此站。

### 配線圖
| ← 美濃北方、 黑野方向 | 忠節站 站內配線略圖 | → 徹明町、 新岐阜站前、 岐阜站前方向 |
| 图例 参考文献：       |                     |                                      |

## 使用狀況
- 在中提及在1992年度，當時1日平均上下車人次為2,865人，為除岐阜市內線均一車費區間內各站（岐阜市內線、田神線、美濃町線徹明町站至琴塚站之間）外名鐵所有車站（342站）中排名第147，揖斐線、谷汲線之間（24站）排名第1[12]。

## 車站周邊
- 長良川
- 忠節橋（日语：忠節橋）
- 岐阜早田郵局
- 岐阜市立明鄉中學（日语：岐阜市立明郷中学校）
- 岐阜縣立岐阜北高等學校（日语：岐阜県立岐阜北高等学校）
- 岐阜縣立岐阜商業高等學校
- 岐阜巴士（日语：岐阜乗合自動車）「忠節站前」巴士站（在此站廢除後改名為「忠節」）

## 相鄰車站
名古屋鐵道
■揖斐線
■急行
忠節－尻毛
■普通
忠節－近之島
■岐阜市內線
■急行・■普通
早田－忠節

## 注腳
1. ↑  . 國立國會圖書館Search. 鄉土出版社.   [2021-02-11] （日语）.
2. 1 2 3 4 5 6 7 8 9 10 11  . 鄉土出版社. 1997: 218–230. ISBN 4-87670-097-4 （日语）.
3. 1 2 3 4  川島令三. . 名古屋北部・岐阜篇 1. 草思社. 1997: 124–126. ISBN 4-7942-0796-4 （日语）.
4. 1 2 3 4 5 6 7  今尾惠介（監修）.  7 東海. 新潮社. 2008: 52. ISBN 978-4-10-790025-8 （日语）.
5. 1 2 3  . 鄉土出版社. 1997: 119–121. ISBN 4-87670-097-4.
6. ↑  . 鉄道フォーラム.   [2016-06-11]. （原始内容存档于2023-05-06） （日语）.
7. ↑  名古屋鉄道広報宣伝部（編）. . 名古屋鐵道. 1994: 1032 （日语）.
8. ↑  名古屋鉄道広報宣伝部（編）. . 名古屋鐵道. 1994: 1058 （日语）.
9. 1 2 3  “岐阜市・忠節と各務原・新那加 2年半のテナント探し断念 名鉄駅ビル取り壊し”，岐阜新聞，2002年8月22日13版，31面
10. ↑  “ヤマナカ、岐阜市北部に「忠節フランテ館」オープン”. 日本食糧新聞 (日本食糧新聞社). (2007年11月19日)
11. ↑  宮脇俊三、原田勝正 小學館，1993年，ISBN 978-4093954112）
12. ↑  名古屋鐵道廣報宣傳部（編）. . 名古屋鐵道. 1994: 651–653.